# 4-hidroksifenilpiruvat dioksigenaza
4-hidroksifenilpiruvat dioksigenaza (EC 1.13.11.27, -hidroksifenilpiruvinska hidroksilaza, p-hidroksifenilpiruvatna hidroksilaya, p-hidroksifenilpiruvatna oksidaza, -hidroksifenilpiruvinska oksidaza, -hidroksifenilpiruvatna dioksigenaza, p-hidroksifenilpiruvinska kiselina hidroksilaza, 4-hidroksifenilpiruvinska kiselina dioksigenaza) je enzim sa sistematskim imenom 4-hidroksifenilpiruvat:kiseonik oksidoreduktaza (hidroksilacija, dekarboksilacija). Ovaj enzim katalizuje sledeću hemijsku reakciju
4-hidroksifenilpiruvat + O2 {\displaystyle \rightleftharpoons } homogentisat + CO2
Enzim iz Pseudomonas sadrži jedan Fe3+ po molu enzima. Enzimi iz drugih izvora sadrže gvožđe ili bakar.

## Literatura
- Nicholas C. Price; Lewis Stevens (1999). Fundamentals of Enzymology: The Cell and Molecular Biology of Catalytic Proteins (Third изд.). USA: Oxford University Press. ISBN 019850229X.
- Eric J. Toone (2006). Advances in Enzymology and Related Areas of Molecular Biology, Protein Evolution (Volume 75 изд.). Wiley-Interscience. ISBN 0471205036.
- Branden C; Tooze J. Introduction to Protein Structure. New York, NY: Garland Publishing. ISBN 0-8153-2305-0.
- Irwin H. Segel. Enzyme Kinetics: Behavior and Analysis of Rapid Equilibrium and Steady-State Enzyme Systems (Book 44 изд.). Wiley Classics Library. ISBN 0471303097.

## Spoljašnje veze
- 4-hydroxyphenylpyruvate+dioxygenase на 